# Mark Lenard
Mark Lenard (nacido Leonard Rosenson, Chicago, Illinois, 15 de octubre de 1924-Nueva York, 22 de noviembre de 1996) fue un actor estadounidense, principalmente de televisión. Su papel más destacado fue el de Sarek, padre del popular personaje Spock, en la franquicia de ciencia ficción Star Trek. Participó tanto en la serie original como en la de animación, así como en tres películas y dos episodios de Star Trek: La nueva generación. También interpretó a un klingon en Star Trek The Motion Picture y a un romulano en un episodio de Star Trek: La serie original.

## Biografía
Lenard nació en Chicago, Illinois, hijo de un inmigrante judío ruso, Abraham, y su esposa, Bessie. Se crio en la pequeña ciudad de South Haven, Míchigan, donde su familia era propietaria de un centro turístico. Se alistó en el Ejército de los Estados Unidos en 1943 y se entrenó para ser paracaidista durante la Segunda Guerra Mundial, pero no participó de combates reales y fue dado de baja en 1946 como sargento técnico.
Comenzó como actor mientras estaba en el ejército. Después de obtener una maestría en teatro y oratoria de la Universidad de Míchigan, se dio a conocer en la ciudad de Nueva York por sus papeles dramáticos, incluyendo a Ibsen, Shaw y Chekov. A mediados de los años 60, trasladó a su familia a Los Ángeles, donde interpretó a uno de los Reyes Magos en la epopeya bíblica The Greatest Story Ever Told (1965).
Lenard es más conocido por sus apariciones en la franquicia Star Trek, particularmente en el papel de Sarek, el padre de Spock (Leonard Nimoy). Sin embargo, su primera aparición en Star Trek fue en la primera temporada de la serie original, interpretando al primer romulano jamás visto en la serie, en el episodio "Balance of Terror" (1966). En el episodio de la segunda temporada "Viaje a Babel" (1967) representó al personaje de Sarek, y fue la voz de Sarek en el episodio de Star Trek: La serie animada "Yesteryear" (1973). Más tarde interpretó a un desafortunado capitán klingon en Star Trek: The Motion Picture (1979), lo que le dio la distinción de ser el primer actor en interpretar a un romulano, a un vulcano y a un klingon en Star Trek. Más tarde retomó el papel de Sarek en tres de los largometrajes de la saga: Star Trek III: En busca de Spock (1984), Star Trek IV: Misión salvar la Tierra (1986) y Star Trek VI: Aquel país desconocido (1991). También interpretó la voz del joven Sarek en una breve secuencia de flashbacks en Star Trek V: La frontera final (1989). En la tercera temporada de Star Trek; La nueva generación apareció como Sarek anciano en el episodio llamado "Sarek" (1990) y en el episodio de la quinta temporada de "Unificación": Parte 1" (1991).
El trabajo de Lenard fuera de la franquicia de Star Trek incluyó al fiscal de Fort Grant en la película de Clint Eastwood, La marca de la horca (1968). En televisión interpretó al gorila hostil Urko en la serie de televisión El planeta de los simios (1974). Hizo una aparición como invitado en La familia Ingalls en un episodio interpretando a Peter Ingalls, hermano mayor de Charles Ingalls. Tuvo varias participaciones en La ley del revolver. Lenard participó de varios capítulos de serie original de Misión imposible, incluyendo uno con Leonard Nimoy, y un episodio en dos partes de Buck Rogers en el siglo XXV.
Lenard desempeñó un papel principal en la película Noon Sunday, primera película filmada en Guam. En The Radicals (1990), que relata los comienzos del movimiento anabautista suizo en la década de 1520, interpretó a un personaje histórico, Eberhard Hoffman, un obispo católico que sirve como fiscal en el juicio de su ex abad Michael Sattler. En 1993, Lenard y su colega Walter Koenig, actor de Star Trek, protagonizaron la obra The Boys in Autumn, Lenard interpretaba a un veterano Huck Finn de mediana edad que reencuentra a su amigo de la infancia Tom Sawyer (Walter Koenig) después de toda una vida de separación. 
Lenard murió de mieloma múltiple en la ciudad de Nueva York en 1996 a la edad de 72 años.

## Filmografía
- The Greatest Story Ever Told (1965) - Balthazar
- Hang 'Em High (1968) - Prosecuting Attorney at Fort Grant
- Noon Sunday (1970) - Jason Cootes
- Annie Hall (1977) - Navy Officer
- Getting Married (1978) - Mr. Bloom
- Star Trek: The Motion Picture (1979) - Klingon Captain
- Star Trek III: The Search for Spock (1984) - Ambassador Sarek
- Star Trek IV: The Voyage Home (1986) - Ambassador Sarek
- Star Trek V: The Final Frontier (1989) - Ambassador Sarek (voice)
- The Radicals (1990) - Eberhard Hoffmann
- Star Trek VI: The Undiscovered Country (1991) - Ambassador Sarek

## Televisión
- Mission: Impossible: "Wheels" (1966) - Felipe Mora
- Star Trek: The Original Series: "Balance of Terror" (1966) - Romulan Commander
- Star Trek: The Original Series: "Journey to Babel" (1967) - Sarek
- The Wild Wild West: "The Night of the Iron Fist" (1967) - Count Draja
- Gunsmoke: "No Where to Run" (1968) - Ira Stonecipher
- Here Come the Brides (1968–1970) - Aaron Stempel
- Hawaii Five-O: "To Hell With Babe Ruth" (1969) - Yoshio Nagata
- The Wild Wild West: "The Night of The Iron Fist" (1969) - Count Draja
- Hawaii Five-O: "Will the Real Mr. Winkler Please Die" (Season 5, episode 19, 1973) - Rogloff
- Star Trek: The Animated Series: "Yesteryear" (1973) - Sarek (voice)
- Planet of the Apes: "TV Series" (1974) - General Urko
- Hawaii Five-O: "Secret Witness" (1974) - Dan Bock
- Little House on the Prairie: "Journey in the Spring" (1976) - Peter Ingalls
- The Bob Newhart Show: "Carlin`s New Suit" (1977) - Earl Stanley Plummer
- Hawaii Five-O: "You Don't See Many Pirates These Days" (1977) - Commander Hawkins
- The Secret Empire (TV series) (1979) - Emperor Thorval
- The Incredible Hulk (TV series) (1979) - Mr. Slater
- Buck Rogers in the 25th Century: "Journey to Oasis" (1981) - Ambassador Duvoe
- Otherworld "The Zone Troopers Build Men" (1985) - Perel Sightings
- Star Trek: The Next Generation: "Sarek" (1990) - Sarek
- Star Trek: The Next Generation: "Unification: Part 1" (1991) - Sarek
- In the Heat of the Night: "Legacy" (1993) - Horrace Sloan (final appearance)
- Amazing Space on TLC (1993)